# Eragrostis theinlwinii
Eragrostis theinlwinii är en gräsart som beskrevs av Norman Loftus Bor. Eragrostis theinlwinii ingår i släktet kärleksgrässläktet, och familjen gräs.
Artens utbredningsområde är Burma. Inga underarter finns listade i Catalogue of Life.